# Political Register
Political Register war eine britische politische Wochenzeitung, die 1802 von dem englischen Schriftsteller und radikal rechts-konservativem Politiker William Cobbett (1763–1835) gegründet wurde. Die Zeitung existierte bis zu seinem Tode 1835 und wurde dann eingestellt.
Mit dem Startkapital von seinem Freund und einflussreichem Politiker William Windham (1750–1810) startete Cobbett seine Zeitung.
Am Anfang unterstützte Cobbett mit der Zeitung meinungsmäßig die Tories, die Vorgängerpartei der Conservative Party. Verärgert über den Premierminister William Pitt (1759–1806), den er den Tories zuordnete, entzog Cobbett schließlich den Tories die Unterstützung und wurde mit seinem Blatt zunehmend rechtslastiger und radikaler.
1815 erhöhte die britische Regierung die Zeitungssteuer auf vier Penny pro Exemplar und versuchte damit gezielt Leute mit geringerem Einkommen vom Lesen einer Zeitung fernzuhalten. Cobbett reagierte darauf mit seiner Art. 1816 adressierte er mit seinem Blatt die Arbeiterklasse, reduzierte den Preis pro Ausgabe von zehn Penny auf zwei Penny, gab seine Zeitung nun als Pamphlet heraus, umging damit die Steuer und steigerte die Auflage in nur wenigen Wochen auf über 40.000 Exemplaren. Da das Blatt zum Lesen auch weitergegeben wurde, war der tatsächliche tägliche Leserkreis weitaus höher. Mit Cobbetts Eintreten für die Belange der Arbeiter wurde Political Register zum Sprachrohr der Arbeiterklasse und der interessierten Mittelklasse.
Wie sehr sich seine Zeitung von den etablierten Zeitungen abhob, zeigt ein Zitat aus Karl Marx/Friedrich Engels – Werke – (Marx zur Londoner Times und Lord Palmerston): „Man braucht nur Cobbett’s Political Register aufzuschlagen, um sich davon zu überzeugen, dass seit Beginn dieses Jahrhunderts die großen Londoner Zeitungen ständig die Rolle von Anwälten für die höchstgeborenen Führer der englischen Außenpolitik spielen.“
Die Zeitung Political Register war Cobbett und Cobbett war das Political Register, beide voneinander zu trennen war unmöglich. Cobbett nutzte das Blatt für seinen Zwecke wie kein anderer. Er führte darüber politische Kampagnen, unterstützte Personen, Parteien oder Richtungen und nutzte es für seine radikalen Ideen, die er in einer kräftigen Sprache verpackte und über das Blatt in die Welt transportierte. Für einen seiner Artikel wurde er einmal verurteilt und musste dafür für 2 Jahre in das berüchtigte Gefängnis Newgate Prison.
Das Political Register war wie Cobbett selbst von den einen geschätzt und von den anderen gehasst. Aber die reichlichen Zitationen seiner Zeit zeigen, dass das Political Register allgemeine Beachtung fand.
Cobbetts letzter Artikel erschien in dem Political Register am 13. Juni 1835. Fünf Tage später mit seinem Tod wurde auch die Zeitung eingestellt.